# إننر سيركل (فرقة)
إننر سيركل (بالإنجليزية: Inner Circle) المعروفة أيضًا باسم فرقة إننر سيركل(بالإنجليزية: The Inner Circle Band) أو باد بويز اوف ريغي (بالإنجليزية: The Bad Boys of Reggae) هي فرقة ريغي جامايكية تشكلت في كينغستون في عام 1968. دعمت الفرقة لأول مرة The Chosen Few في أوائل السبعينيات قبل الانضمام إلى الفنان المنفرد الناجح جاكوب ميلر وإصدار سلسلة من التسجيلات. انتهى عصر الفرقة هذا بوفاة ميلر في حادث سيارة عام 1980.

## روابط خارجية
- الموقع الرسمي